# Hippolyte Désiré Josse
Hippolyte Désiré Josse (Montmartre, 14 juli 1852 – Le Cannet, 10 februari 1929) was een Franse militair wiens belangrijkste bijdrage ligt op het gebied van militaire cryptografie.

## Biografie
Josse studeerde af aan de École polytechnique in 1872. Hij was artillerieofficier tijdens de Frans-Duitse Oorlog van 1870. Hij maakte indruk en werd bevorderd tot majoor. 
De belangrijkste bijdrage van Josse ligt op het gebied van militaire cryptografie. In 1885 bracht hij een boek uit over dit onderwerp, gebaseerd op artikelen die hij datzelfde jaar schreef voor de Revue Maritime et Coloniale. Josse speelde een belangrijke rol in de vroege ontwikkeling van de Franse militaire cryptografie en publiceerde handleidingen over telegrafische communicatie. Een van zijn bijdragen was het Dictionnaire 1890, een veldhandboek dat een dubbel systeem beschreef: een codeersysteem voor vredestijd en een andere voor oorlogstijd. Hij ontwierp een cryptografische methode die simpel en efficiënt was, zodat officieren deze snel konden begrijpen en gebruiken. Het ontwerp maakte gebruik van eenvoudige ideeën, zoals chaining, die ook in andere cryptografische systemen worden toegepast. Josse's code werd in overweging genomen voor veldgebruik en onderging aan het einde van de 19e eeuw enkele tests. Zijn toewijding werd op 14 augustus 1900 beloond met een benoeming tot ridder in het Legioen van Eer.
In 1900 trad Josse, inmiddels kolonel, toe tot de cryptografiecommissie van het Franse Ministerie van Oorlog. 
Josse was een groot bewonderaar van Auguste Kerckhoffs. Hij vatte Kerckhoffs' zes stellingen samen in één kernprincipe dat de selectie van Franse versleutelingsmethodes tot aan de Eerste Wereldoorlog beïnvloedde: "Militaire cryptografie moet een systeem gebruiken dat alleen potlood en papier vereist."
In de Tweede Wereldoorlog trok Josse's versleutelingssysteem de aandacht van het Duitse leger, dat de documenten over zijn werk naar Berlijn bracht voor cryptanalyse, ondanks dat deze documenten al tientallen jaren oud waren. Toen het oosten van Duitsland door het Sovjetleger werd veroverd, verhuisden de documenten naar Moskou, waar ze werden bewaard. Nadat ze waren teruggebracht naar Frankrijk, werden ze heronderzocht vanuit een historisch en cryptografisch perspectief. Het versleutelingssysteem van Josse is achterhaald, maar bevatte technieken die in de late 19e eeuw nuttig waren. Er is echter geen indicatie dat zijn code ooit is gebruikt.